# Мальфатти, Микеле
Микеле Мальфатти (итал. Michele Malfatti; 31 декабря 1994 года в гор.Тренто) — итальянский конькобежец; участник зимних Олимпийских игр 2022 года, чемпион мира в командной гонке, 2-кратный призёр чемпионата Европы, 2-кратный чемпион Италии и 16-кратный призёр. Выступает за команду "GS Fiamme Gialle".

## Биография
Микеле Мальфатти родился в городе Тренто. Начал кататься на коньках в возрасте 5-ти лет в коммуне Перджине-Вальсугана, когда его отец повёл его на каток. К тому времени его двоюродные братья уже катались на коньках. А в возрасте 8-ми лет Микеле  занялся конькобежным спортом, параллельно тренировался и в шорт-треке и даже участвовал в юниорском чемпионате Италии. В сезоне 2006/07 он стал участвовать на юниорском чемпионате Италии как в спринте, так и в классическом многоборье.
С 2011 года и последующие три года Мальфатти был призёром в классическом многоборье среди юниоров Италии. В сезоне 2012/13 он дебютировал на юниорских Кубке мира и чемпионате мира. В декабре 2014 года участвовал на 2-м чемпионате мира среди студентов по конькобежному спорту и завоевал серебряную медаль в забеге на 5000 м. В сезоне 2015/16 Мальфатти дебютировал на чемпионате мира на отдельных дистанциях в Коломне и занял с партнёрами 4-е место в командной гонке. Следом участвовал на чемпионате мира в классическом многоборье и занял 21-е место в общем зачёте.
В сезоне 2016/17 Микеле впервые выиграл бронзовую медаль в командной гонке на этапе Кубка мира в Херенвене, а также взял бронзу в масс-старте на чемпионате Италии. На очередном чемпионате мира в Канныне занял 11-е место в забеге на 5000 метров. В марте занял 22-е место в сумме многоборья на чемпионате мира в Хамаре. В январе 2018 года Мальфатти стал 18-м в забеге на 1500 метров на чемпионате Европы в Коломне и выиграл четыре бронзы на чемпионате Италии, в том числе в многоборье.
На 4-м чемпионате мира среди студентов в по конькобежному спорту в Минске он выиграл серебряные медали на дистанции 5000 м и 10000 м. В 2019 году участвовал на индивидуальном чемпионате мира в Инцелле занял лучшее 6-е место в командной гонке. На чемпионате мира в Калгари вновь стал 22-м в классическом многоборье. В сезоне 2019/20 на этапе Кубка мира в Астане Микеле впервые завоевал с товарищами золото в командной гонке, а в январе 2020 года на чемпионате Европы в Херенвене занял 6-е место в масс-старте и 4-е в командной гонке.
В феврале 2020 года занял 6-е место в командной гонке преследования на чемпионате мира в Солт-лейк-Сити. Микеле стал в том году 4-кратным серебряным призёром чемпионата Италии. После пандемии COVID-19 в 2021 году он занял 10-е место в забеге на 10000 м и 11-е на 5000 м на чемпионате мира на отдельных дистанциях в Херенвене. Сезон 2021/22 он начал с 3-го места на этапе Кубка мира в Солт-лейк-Сити в командной гонке. В январе 2022 года на чемпионате Европы в Херенвене выиграл бронзовую медаль в командной гонке и занял 12-е место на 5000 м.
В феврале на зимних Олимпийских играх в Пекине Мальфатти занял 9-е место на дистанции 10000 м, 15-е на 5000 м и 20-е в масс-старте. Следом на чемпионате Италии он выиграл золото в забеге 5000 м. В марте на чемпионате мира в классическом многоборье в Хамаре занял 14-е место. В сезоне 2023/24 Мальфатти на Кубке мира четыре раза был в призах,в январе занял в 2-е место на чемпионате Европы в Херенвене, в феврале на чемпионате мира на отдельных дистанциях в Калгари впервые стал чемпионом мира, выиграв с партнёрами в командной гонке.
В марте 2024 года Мальфатти участвовал на чемпионате мира в классическом многоборье и по сумме многоборья занял 8-е место.

## Личная жизнь
Микеле Мальфатти окончил Университет Тренто в степени бакалавра "промышленная инженерия". Работает полицейским.
Он увлекается походами в горы, скалолазанием, автоспортом. 